# No Jacket Required
No Jacket Required é o terceiro álbum de estúdio do cantor e compositor Phil Collins. Foi lançado em 18 de fevereiro de 1985 através da Virgin Records no Reino Unido e pela Atlantic Records e WEA internacionalmente.
Após finalizar seus compromissos de turnê com o Genesis e trabalhar com Eric Clapton em 1984, Collins retornou à sua carreira solo e começou a trabalhar em um novo álbum. Ele tomou uma decisão consciente de escrever músicas mais animadas e dançantes, já que muito de seu material anterior foi influenciado por questões relacionadas ao seu primeiro divórcio. O álbum conta com participações de Helen Terry, Peter Gabriel e Sting como vocais de apoio convidados. Algumas canções, como "Don't Lose My Number" e "Sussudio" foram baseadas em improvisação, e outras, como "Long Way to Go", contém mensagens políticas.
No Jacket Required obteve recepção favorável pela maioria dos críticos musicais e foi um grande sucesso comercial mundialmente, atingindo o topo da parada de álbuns britânica por cinco semanas consecutivas e a primeira posição nos Estados Unidos por sete semanas não consecutivas. Foi o segundo álbum mais vendido de 1985 no Reino Unido, atrás apenas de Brothers in Arms de Dire Straits. "One More Night", "Sussudio", "Don't Lose My Number" e "Take Me Home" foram lançadas como singles e alcançaram o top 10 da Billboard Hot 100, com as duas primeiras assumindo o topo da tabela. Algumas faixas foram utilizadas nos shows de televisão Miami Vice e Cold Case.
Em 2001, No Jacket Required recebeu o certificado de diamante pela Recording Industry Association of America (RIAA) por vender 12 milhões de cópias nos Estados Unidos, e vendeu mais de 25 milhões de cópias em escala global, configurando-se como um dos álbuns mais vendidos de todos os tempos. Ganhou três prêmios do Grammy Awards, incluindo o de Álbum do Ano. A turnê The No Jacket Required World Tour viu Collins realizar 85 shows que culminaram com uma apresentação em nois shows do Live Aid em Londres e Filadélfia. Foi classificado na 74ª posição da lista dos 200 Álbuns Definitivos do Rock and Roll Hall of Fame. Uma edição deluxe remasterizada com novas artes e faixas bônus foi lançada em 2016.

## Produção e gravação
Após compromissos de turnê com o Genesis e a conclusão do trabalho no álbum Behind the Sun de Eric Clapton na primavera de 1984, Collins voltou sua atenção para seu terceiro álbum solo. As sessões do que se tornaria No Jacket Required produziram sua tentativa consciente de mudar para um som mais uptempo, já que muito de seu material anterior foi influenciado por seu primeiro divórcio: "Tenho uma noção do que quero fazer: sair dessa caixa de 'canções de amor' em que me encontrei. Vou fazer um álbum dançante. Ou, pelo menos, um álbum com algumas faixas uptempo". Algumas das músicas surgiram das improvisações de Collins com uma bateria eletrônica, incluindo "One More Night" e "Sussudio".[carece de fontes?] Collins começou a cantar "one more night" numa tentativa de fazer uma batida parecida com The Jacksons e improvisou "sus-Sussudio" em outra. Ele tentou substituir a letra por outra frase, mas decidiu continuar assim, levando a uma letra sobre uma paixão de um estudante por uma garota de sua escola. Outra música criada principalmente por meio de improvisação, "Don't Lose My Number", foi descrita por Collins como tendo sido escrita principalmente durante as gravações de seu primeiro álbum solo, Face Value. Collins acrescentou que não entende completamente o significado da letra, descrita pelo crítico Stephen Holden do The New York Times como "vaga, esboçando os contornos de um melodrama, mas omitindo a história completa".
Outras músicas foram escritas com uma mensagem mais pessoal. "Long Long Way to Go" é frequentemente considerada uma das canções mais populares de Collins que nunca foi lançada como single e foi naquele ponto de sua carreira sua canção mais política. O ex-vocalista do The Police, Sting, forneceu vocais de apoio para a música. Sting e Collins se conheceram através do Band Aid e mais tarde se apresentariam juntos no Live Aid.[carece de fontes?] Collins estava trabalhando em uma música e achou que Sting, por ter participado do Band Aid, se identificaria com ela com muita facilidade. Collins pediu a Sting para ajudá-lo a fornecer os vocais para essa música, e Sting aceitou.
"Doesn't Anybody Stay Together Anymore" é outra música em que Collins deixava uma mensagem pessoal. A música foi feita em resposta ao divórcio de todos ao seu redor, incluindo seu empresário, amigos e ele mesmo anos antes. Collins disse mais tarde que cantou isso na festa de aniversário de 40 anos de Charles, Príncipe de Gales, sem saber que o divórcio do Príncipe de sua esposa, Diana, Princesa de Gales, aconteceria pouco tempo depois. A The Phil Collins Big Band tocou a canção ao vivo em turnê. Anos depois, Collins executou uma versão reorganizada da música como uma balada como parte da turnê Seriously, Live! World Tour, diferindo consideravelmente da versão original do álbum animado. A bateria de abertura da música seria usada mais tarde na faixa "Hold On" de Eric Clapton, na qual Collins tocou bateria e produziu para o álbum de Clapton, August, um ano depois.
"Take Me Home" é outra música cujo significado era originalmente muito vago. À primeira vista, parece que a música é sobre voltar para casa, mas isso não é verdade. Collins afirmou que a letra da música se refere a um paciente em uma instituição mental, e que é baseada no romance One Flew Over the Cuckoo's Nest. O videoclipe (filmado durante a turnê NJR) apresenta Collins em várias cidades ao redor do mundo, incluindo Londres, Nova York, Tóquio, Moscou, Sydney, Paris, Chicago, St. Louis, Los Angeles (Hollywood), São Francisco e Memphis (Graceland). No final do videoclipe, Collins chega em casa e ouve uma mulher (provavelmente sua esposa) de dentro de casa perguntando onde ele esteve e que o jantar está pronto. Ele responde dizendo que já esteve em algumas das cidades mencionadas acima. A mulher responde “Você esteve no pub, não foi?”, enquanto Collins sorri para a câmera.
"We Said Hello Goodbye" apareceu como lado B de "Take Me Home" e "Don't Lose My Number" originalmente, e como uma faixa extra no lançamento de CD do álbum. O produtor Arif Mardin compôs a parte inicial da música. Um remix da música com guitarras adicionais e sem orquestra foi lançada no ano seguinte (1986) na trilha sonora do filme Playing for Keeps. Esta versão remixada foi tocada nas rádios na época do lançamento da trilha sonora (que coincidiu com o período de No Jacket Required), embora não tenha entrado nas paradas. Collins refletiu que a música é injustamente classificada como "cidadã de segunda classe", afirmando que a música teria sido vista de forma diferente se fosse adicionada ao álbum. De acordo com Caryn James, crítica do The New York Times, a música é "um comentário direto sobre como sair de casa".
"The Man with the Horn" foi originalmente gravada durante as sessões do segundo álbum solo de Collins, Hello, I Must Be Going! em 1982.[26] No entanto, a música não foi lançada até aparecer como lado B de "Sussudio" no Reino Unido e como lado B de "One More Night" nos Estados Unidos. Collins disse que "não tem apego emocional" à música.[carece de fontes?] A música do The Jackson 5 inspirou Collins a escrever a música "I Like the Way", que também não apareceu no álbum, aparecendo originalmente como lado B de "One More Night" no Reino Unido e "Sussudio" nos EUA. Ele chamou a música de "duvidosa" e a citou entre suas músicas menos favoritas.

## Título e capa
O nome do álbum vem de um incidente no restaurante The Pump Room em Chicago, Illinois. Collins, entrando no restaurante com o ex-vocalista do Led Zeppelin, Robert Plant, teve sua entrada negada porque não cumpria o código de vestimenta do restaurante de "jaqueta obrigatória" para o jantar, enquanto Plant foi autorizado a entrar. Collins estava vestindo uma jaqueta e discutiu sobre isso. O garçom argumentou que a jaqueta não era "adequada". Collins disse em uma entrevista à Playboy que, naquele momento, ele estava mais irritado do que nunca.
Após o incidente, Collins apareceu frequentemente em programas como The Late Night with David Letterman e The Tonight Show Starring Johnny Carson, denunciando o restaurante e contando sua história.[carece de fontes?] A gerência do restaurante posteriormente enviou-lhe um paletó esporte de cortesia e uma carta de desculpas, afirmando que ele poderia ir ao restaurante vestindo o que quisesse.
A imagem da capa de No Jacket Required (uma continuação do tema 'close-up facial' iniciado com Face Value) do rosto de Collins iluminado por luz vermelha/laranja foi para enfatizar a natureza "quente" e acelerada do álbum. Collins afirmou em sua autobiografia Not Dead Yet, que glicerina foi borrifada em sua testa durante a sessão de fotografia para dar a ilusão de transpiração. Na fotografia da capa interna do álbum e nos materiais publicitários subsequentes, Collins pareceu satirizar o incidente vestindo um terno vários tamanhos maior que o seu.

## Lançamento e desempenho comercial
No Jacket Required foi lançado em 18 de fevereiro de 1985. Os primeiros singles foram "Sussudio" no Reino Unido e "One More Night" nos Estados Unidos. As duas canções tiveram os videoclipes filmados em um pub de Londres de propriedade de Richard Branson.
Na primeira semana de março, pouco tempo depois de Collins ganhar um Grammy por "Against All Odds (Take a Look at Me Now)", o álbum estreou no topo da parada de álbuns britânica e na 24ª colocação da Billboard 200. Eventualmente, no final daquele mês, Collins tornou-se o 15º artista britânico a atingir simultaneamente o topo das tabela de singles e de álbuns dos Estados Unidos, uma vez que "One More Night" estava liderando a Billboard Hot 100. A mesma coisa aconteceu no Reino Unido, onde o dueto de Collins com Philip Bailey, "Easy Lover", estava no topo da tabela de singles do Reino Unido. No Jacket Required ficou em número um na parada estadunidense por sete semanas e na parada britânica por cinco.[carece de fontes?]
No Jacket Required permanece sendo o álbum mais vendido de Collins, tendo vendido mais de 12 milhões de cópias apenas nos Estados Unidos, onde recebeu o certificado de diamante pela Recording Industry Association of America (RIAA) e configurando-se como um dos 50 álbuns mais vendidos nos EUA. Também vendeu mais de 25 milhões de cópias mundialmente.

## Lista de faixas

### Lançamento original
Todas as canções foram escritas por Phill Collins, exceto onde indicado, e produzidas por Collins e Hugh Padgham.
| Lado um |                               |                        |         |  |
| N.º     | Título                        | Compositor(es)         | Duração |  |
| 1.      | "Sussudio"                    |                        | 4:23    |  |
| 2.      | "I Cannot Believe It's True"" | Collins Daryl Stuermer | 4:20    |  |
| 3.      | "Long Way to Go"              |                        | 4:20    |  |
| 4.      | "I Don't Wanna Know"          | Collins Stuermer       | 4:12    |  |
| 5.      | "One More Night"              |                        | 4:47    |  |

| Lado dois      |                                         |                  |         |  |
| N.º            | Título                                  | Compositor(es)   | Duração |  |
| 6.             | "Don't Lose My Number"                  |                  | 4:46    |  |
| 7.             | "Who Said I Would"                      |                  | 4:01    |  |
| 8.             | "Doesn't Anybody Stay Together Anymore" | Collins Stuermer | 4:18    |  |
| 9.             | "Inside Out"                            |                  | 5:14    |  |
| 10.            | "Take Me Home"                          |                  | 5:51    |  |
| Duração total: | Duração total:                          | Duração total:   | 46:12   |  |

| Faixa bônus da edição no formato de CD |                         |                     |         |  |
| N.º                                    | Título                  | Compositor(es)      | Duração |  |
| 11.                                    | "We Said Hello Goodbye" | Collins Arif Mardin | 4:15    |  |
| Duração total:                         | Duração total:          | Duração total:      | 50:27   |  |

### Ediçãodeluxe(2016)
| No Jacket Required – Edição deluxe (disco dois) |                                                   |                                   |         |  |
| N.º                                             | Título                                            | Compositor(es)                    | Duração |  |
| 1.                                              | "Sussudio" (ao vivo)                              |                                   | 7:18    |  |
| 2.                                              | "Don't Lose My Number" (ao vivo)                  |                                   | 5:00    |  |
| 3.                                              | "Who Said I Would" (ao vivo)                      |                                   | 4:32    |  |
| 4.                                              | "Long Long Way to Go" (ao vivo)                   |                                   | 3:56    |  |
| 5.                                              | "Only You Know and I Know" (ao vivo)              | Collins Stuermer                  | 4:52    |  |
| 6.                                              | "Easy Lover" (ao vivo)                            | Philip Bailey Collins Nathan East | 5:03    |  |
| 7.                                              | "Inside Out" (ao vivo)                            |                                   | 5:31    |  |
| 8.                                              | "Doesn't Anybody Stay Together Anymore" (ao vivo) |                                   | 5:56    |  |
| 9.                                              | "One More Night" (ao vivo)                        |                                   | 5:54    |  |
| 10.                                             | "Take Me Home" (ao vivo)                          |                                   | 8:54    |  |
| 11.                                             | "Only You Know and I Know" (demo)                 | Collins Stuermer                  | 3:43    |  |
| 12.                                             | "One More Night" (demo)                           |                                   | 4:41    |  |
| 13.                                             | "Take Me Home" (demo)                             |                                   | 5:22    |  |
| Duração total:                                  | Duração total:                                    | Duração total:                    | 1:10:42 |  |

## Desempenho nas paradas

### Álbum
| Paradas (1985) | Melhor posição. |
| -------------- | --------------- |
| R&B Albums     | 26              |

| Paradas (1985) | Melhor posição |
| -------------- | -------------- |
| Billboard 200  | 1              |

### Singles
| Ano  | Single                 | Parada                           | Posição. |
| ---- | ---------------------- | -------------------------------- | -------- |
| 1985 | "Don't Lose My Number" | Adult Contemporary               | 25       |
| 1985 | "Inside Out"           | Mainstream Rock                  | 9        |
| 1985 | "One More Night"       | Adult Contemporary               | 1        |
| 1985 | "One More Night"       | Hot R&B/Hip Hop Singles & Tracks | 80       |
| 1985 | "One More Night"       | Mainstream Rock                  | 4        |
| 1985 | "One More Night"       | Billboard Hot 100                | 1        |
| 1985 | "Sussudio"             | Adult Contemporary               | 30       |
| 1986 | "Take Me Home"         | Adult Contemporary               | 2        |
| 1986 | "Take Me Home"         | Mainstream Rock                  | 12       |
| 1986 | "Take Me Home"         | Billboard Hot 100                | 7        |
| 1991 | "Who Said I Would?"    | Billboard Hot 100                | 73       |